# Konarzew (powiat zgierski)
Konarzew – wieś w Polsce położona w województwie łódzkim, w powiecie zgierskim, w gminie Głowno.
W latach 1975–1998 miejscowość administracyjnie należała do ówczesnego województwa łódzkiego.
Przed 2023 r. miejscowość była częścią wsi Wola Zbrożkowa. 